# Konklawe 1417
Konklawe 8-11 listopada 1417 – konklawe, które odbyło się na Soborze w Konstancji i formalnie zakończyło wielką schizmę zachodnią. W jego wyniku papieżem został Marcin V. Było to jedyne w historii konklawe, które odbyło się na terenie Niemiec i jedyne, w którym dopuszczono jako elektorów duchownych spoza Kolegium Kardynalskiego. Było także pierwszym, w którym uczestniczył Polak – arcybiskup gnieźnieński Mikołaj Trąba.

## Sytuacja w Kościele
Sobór w Konstancji został zwołany z inicjatywy króla niemieckiego Zygmunta Luksemburskiego w celu zakończenia trwającej od 1378 roku Wielkiej Schizmy w Kościele katolickim. W chwili jego otwarcia (listopad 1414) o władzę w Kościele rywalizowało aż trzech papieży: „rzymski” Grzegorz XII (uznany później przez Kościół za legalnego), „awinioński” Benedykt XIII i „pizański” Jan XXIII, przy czym największym poparciem cieszył się ten ostatni. Sobór opowiedział się za rezygnacją całej trójki. Grzegorz XII, którego obediencja składała się wówczas już tylko z księstwa Rimini, cesarskich elektoratów Palatynatu i Trewiru oraz kilku niemieckich diecezji, dobrowolnie ogłosił swoją abdykację 4 lipca 1415 roku. Sobór nadał mu tytuł kardynała biskupa Świętego Kościoła Rzymskiego i dożywotniego legata w Ankonie. Zmarł on w Recanati 18 października 1417. Jan XXIII odmówił złożenia rezygnacji i próbował uciec z Konstancji. Został jednak schwytany i uwięziony, a Sobór 29 maja 1415 ogłosił jego depozycję, którą nieco później on sam dobrowolnie ratyfikował. Największy opór stawił Benedykt XIII. Rezydował on wówczas w Peñíscola koło Walencji, a poparcia wciąż udzielały mu Aragonia, Kastylia, Nawarra, Szkocja i hrabstwo Armagnac. Benedykt XIII konsekwentnie odmawiał rezygnacji, uparcie obstając przy legalności swojego wyboru. Sprawę przesądziło przeciągnięcie królów Aragonii, Kastylii i Nawarry na stronę Soboru na przełomie 1416/1417. 26 lipca 1417 Sobór ogłosił jego detronizację, co umożliwiło przystąpienie do wyboru nowego papieża.

## Lista elektorów
Konklawe 1417 było jedynym w historii, w którym głosowali także niekardynałowie. Wprowadzono system głosowania „nacjami”. Oprócz kardynałów, którzy stanowili jedną „nację”, wyznaczono po sześciu reprezentantów pięciu „nacji”: „italskiej”, „galijskiej”, „germańskiej” (do której zaliczono też Słowian, Węgrów i Szkotów), „angielskiej” i „hiszpańskiej”. Aby doszło do wyboru papieża, kandydat musiał uzyskać po 2/3 głosów w każdej z tych sześciu grup. W celu uproszczenia procedury, każdy elektor mógł wskazać więcej niż jednego kandydata, z zaznaczeniem kolejności preferencji.

### Kardynałowie
Sobór uznał ważność nominacji kardynalskich wszystkich trzech obediencji. W listopadzie 1417 było trzydziestu kardynałów, w tym dwudziestu jeden należących w chwili rozpoczęcia Soboru do obediencji pizańskiej, pięciu z obediencji rzymskiej i czterech z obediencji awiniońskiej, przy czym ci ostatni nadal uznawali Benedykta XIII. W konklawe ostatecznie wzięło udział dwudziestu trzech kardynałów, w tym dziewiętnastu z obediencji pizańskiej i czterech z obediencji rzymskiej:
     Obediencja pizańska
     Obediencja rzymska
| Elektor                                           | Tytuł kardynalski                                                                                   | Nominowany       | Nominator     | Inne funkcje i tytuły                                                                                           |
| ------------------------------------------------- | --------------------------------------------------------------------------------------------------- | ---------------- | ------------- | --- |
| Jean de Brogny Kardynał z Viviers                 | kardynał biskup Ostia e Velletri                                                                    | 12 lipca 1385    | Klemens VII   | prymas Świętego Kolegium Kardynałów wicekanclerz Świętego Kościoła Rzymskiego administrator archidiecezji Arles |
| Angelo d’Anna de Sommariva OSBCam Kardynał z Lodi | kardynał biskup Palestriny                                                                          | 17 grudnia 1384  | Urban VI      | |
| Pedro Fernández de Frías Kardynał z Hiszpanii     | kardynał biskup Sabiny; komendatariusz kościoła prezbiterialnego S. Prassede                        | 23 stycznia 1394 | Klemens VII   | archiprezbiter bazyliki watykańskiej                                                                            |
| Giordano Orsini                                   | kardynał biskup Albano                                                                              | 12 czerwca 1405  | Innocenty VII | penitencjariusz większy                                                                                         |
| Antonio Correr CanReg Kardynał z Bolonii          | kardynał biskup Porto e Santa Rufina                                                                | 9 maja 1408      | Grzegorz XII  | |
| Francesco Lando Kardynał z Wenecji                | kardynał prezbiter S. Croce in Gerusalemme                                                          | 6 czerwca 1411   | Jan XXIII     | protoprezbiter Świętego Kolegium Kardynałów                                                                     |
| Giovanni Dominici OP Kardynał z Raguzy            | kardynał prezbiter S. Sisto                                                                         | 9 maja 1408      | Grzegorz XII  | administrator diecezji Bova                                                                                     |
| Antonio Panciera Kardynał z Akwilei               | kardynał prezbiter S. Susanna                                                                       | 6 czerwca 1411   | Jan XXIII     | |
| Gabriel Condulmer CanReg Kardynał ze Sieny        | kardynał prezbiter S. Clemente                                                                      | 9 maja 1408      | Grzegorz XII  | |
| Branda Castiglione Kardynał z Piacenzy            | kardynał prezbiter S. Clemente                                                                      | 6 czerwca 1411   | Jan XXIII     | administrator diecezji Veszprém                                                                                 |
| Angelo Barbarigo Kardynał z Werony                | kardynał prezbiter Ss. Marcellino e Pietro                                                          | 19 września 1408 | Grzegorz XII  | |
| Pierre d’Ailly Kardynał z Cambrai                 | kardynał prezbiter S. Crisogono                                                                     | 6 czerwca 1411   | Jan XXIII     | administrator diecezji Orange                                                                                   |
| Tommaso Brancaccio Kardynał z Tricarico           | kardynał prezbiter Ss. Giovanni e Paolo                                                             | 6 czerwca 1411   | Jan XXIII     | administrator diecezji Tricarico                                                                                |
| Alamanno Adimari Kardynał z Pizy                  | kardynał prezbiter S. Eusebio                                                                       | 6 czerwca 1411   | Jan XXIII     | protektor Zakonu Krzyżackiego                                                                                   |
| Guillaume Fillastre Kardynał S. Marco             | kardynał prezbiter S. Marco                                                                         | 6 czerwca 1411   | Jan XXIII     | |
| Antonio de Challant                               | kardynał prezbiter S. Cecilia                                                                       | 9 maja 1404      | Benedykt XIII | administrator archidiecezji Tarentaise komendatariusz opactwa terytorialnego Chiusa di S. Michele               |
| Simon de Cramaud Kardynał z Reims                 | kardynał prezbiter S. Lorenzo in Lucina                                                             | 13 kwietnia 1413 | Jan XXIII     | administrator diecezji Poitiers                                                                                 |
| Pierre de Foix OFM                                | kardynał prezbiter bez tytułu                                                                       | 1414             | Jan XXIII     | komendatariusz diecezji Lescar                                                                                  |
| Amadeo di Saluzzo Kardynał z Saluzzo              | kardynał diakon S. Maria Nuova                                                                      | 23 grudnia 1383  | Klemens VII   | protodiakon Świętego Kolegium Kardynałów kamerling Świętego Kolegium Kardynałów                                 |
| Ludovico Fieschi                                  | kardynał diakon S. Adriano                                                                          | 17 grudnia 1384  | Urban VI      | administrator diecezji Vercelli i Carpentras                                                                    |
| Rinaldo Brancaccio                                | kardynał diakon Ss. Vito e Modesto; komendatariusz kościoła prezbiterialnego S. Maria in Trastevere | 17 grudnia 1384  | Urban VI      | archiprezbiter bazyliki liberiańskiej administrator archidiecezji Tarent wikariusz Kampanii                     |
| Oddone Colonna                                    | kardynał diakon S. Giorgio in Velabro                                                               | 12 czerwca 1405  | Innocenty VII | archiprezbiter bazyliki laterańskiej                                                                            |
| Lucido Conti                                      | kardynał diakon S. Maria in Cosmedin                                                                | 6 czerwca 1411   | Jan XXIII     | |

Po trzech elektorów mianowali rzymski papież Urban VI (1378-1389) i awinioński Klemens VII (1378-1394), dwóch rzymski papież Innocenty VII (1404-1406), czterech Grzegorz XII (1406-1415), jednego Benedykt XIII (1394-1417), a pozostałych dziesięciu Jan XXIII (1410-1415).

### Prałaci pięciu „nacji” (Adjuncti electores)[3]

#### Nacja italska
- Bartolomeo de la Capra – arcybiskup Mediolanu
- Francesco Scondito – biskup Melfi
- Enrico Scarampi – biskup Belluno e Feltre
- Giacomo de Camplo – biskup elekt Penne ed Atri
- Leonardo Dati OP – generał zakonu dominikanów
- Pandulfo Malatesta – archidiakon Bolonii

#### Nacja galijska
- Jean de la Rochetaillée – tytularny patriarcha Konstantynopola; administrator diecezji Saint-Papoul
- Guillaume de Boisratier – arcybiskup Bourges
- Jacques de Gelu – arcybiskup Tours
- Jean des Bertrandis – biskup Genewy
- Robert de Chaudesolles OSBCluny – opat Cluny
- Gauthier Crassi OSIoHieros – przeor zakonu joannitów na Rodos

#### Nacja germańska
- Johannes von Walenrode – arcybiskup Rygi
- Mikołaj Trąba – arcybiskup Gniezna
- Simon de Dominis – biskup Trogir
- Lambert de Stockis OSBCluny – przeor Bertrée w diecezji Liège
- Nicolaus von Dinkelsbühl – kanonik katedry św. Szczepana w Wiedniu
- Conrad von Susato – prepozyt kościoła św. Cyriaka w Wormacji-Neuhausen

#### Nacja angielska
- Richard Clifford – biskup Londynu
- Nicholas Bubbewyth – biskup Bath and Wells
- John Catterick – biskup Lichfield
- John Wakering – biskup Norwich
- Thomas Spofforth OSB – opat klasztoru St. Mary w York
- Thomas Polton – dziekan kapituły katedralnej Yorku

#### Nacja hiszpańska
- Diego de Anaya y Maldonado – biskup Cuenci
- Nicolás Divitis OP – biskup Dax
- Juan de Villalón – biskup Badajoz
- Felipe de Medalia – magister
- Gonzalo Garsía – archidiakon Burgos
- Pedro Velasco – doktor utroque iure

Kamerlingiem Świętego Kościoła Rzymskiego był wówczas François de Conzie, arcybiskup Narbonne. Ponieważ jednak nie był on obecny w Konstancji, zastępował go wicekamerling Louis Aleman, jego krewniak.

## Nieobecni kardynałowie
Nieobecnych było siedmiu kardynałów, w tym trzech uznających władzę Soboru w Konstancji oraz czterech popierających wciąż „awiniońskiego” papieża Benedykta XIII. Spośród „soborowych” kardynałów dwóch należało na początku obrad Soboru do obediencji pizańskiej, a jeden do rzymskiej:
     Obediencja pizańska
     Obediencja rzymska
| Elektor                                   | Tytuł kardynalski                    | Nominowany        | Nominator     | Inne funkcje i tytuły                               |
| ----------------------------------------- | ------------------------------------ | ----------------- | ------------- | --------------------------------------------------- |
| Louis de Bar                              | kardynał biskup Porto e Santa Rufina | 21 grudnia 1397   | Benedykt XIII | książę Bar administrator diecezji Châlons-sur-Marne |
| Pietro Morosini Kardynał z Wenecji junior | kardynał diakon S. Maria in Cosmedin | 19 września 1408  | Grzegorz XII  |                                                     |
| Giacomo Isolani Kardynał S. Eustachio     | kardynał diakon S. Eustachio         | 18 listopada 1413 | Jan XXIII     | wikariusz Rzymu legat w prowincji Patrymonium       |

Do grona elektorów nie zaliczano uwięzionego Baldassare Cossy, byłego antypapieża Jana XXIII, mimo że przed wyborem na antypapieża był kardynałem diakonem S. Eustachio.

## Kardynałowie obediencji awiniońskiej
- Juan Martínez de Murillo CanReg; Kardynał z Montearagón[4] (nominacja 22 września 1408) – kardynał prezbiter S. Lorenzo in Damaso
- Carlos Jordán de Urriés y Pérez Salanova; Kardynał de Urriés[4] (22 września 1408) – kardynał diakon S. Giorgio in Velabro[5]
- Alfonso Carrillo de Albornoz (22 września 1408) – kardynał diakon S. Eustachio[5]
- Pedro Fonseca; Kardynał S. Angelo[4] (14 grudnia 1412) – kardynał diakon S. Angelo in Pescheria; administrator diecezji Astorgi

Wszyscy zostali mianowani przez Benedykta XIII i w listopadzie 1417 nadal uznawali jego władzę.

## Wybór Marcina V

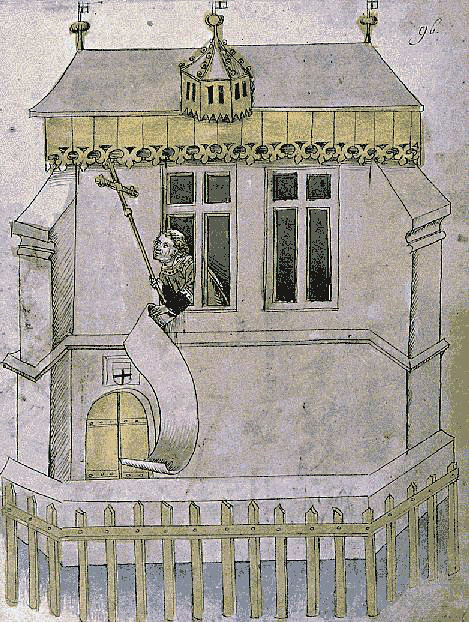
Ogłoszenie wyboru Marcina V

Konklawe rozpoczęło się 8 listopada, jednak pierwsze głosowanie odbyło się dopiero 10 listopada. Głosy były w nim mocno rozproszone, żaden z kandydatów nie uzyskał wyraźnie większego poparcia. W tej sytuacji zrezygnowano z procedury akcesu i kartki wyborcze spalono.
W głosowaniu 11 listopada wyraźną większość uzyskała czwórka kardynałów:
- Oddone Colonna – 24 głosy, w tym osiem głosów kardynałów, cztery od nacji italskiej, jeden od nacji galijskiej, trzy od nacji germańskiej, dwa od hiszpańskiej i sześć od angielskiej
- Amadeo Saluzzo – 23 głosy, w tym dwanaście głosów kardynałów, dwa od nacji italskiej, trzy od galijskiej, jeden od germańskiej i pięć od hiszpańskiej
- Jean de Brogny – 20 głosów, w tym jedenaście głosów kardynałów, trzy od nacji galijskiej, pięć od nacji hiszpańskiej i jeden od germańskiej
- Francesco Lando – 16 głosów, w tym dziesięć głosów kardynałów, dwa od nacji italskiej, trzy od galijskiej i jeden od hiszpańskiej nacji

Najwięcej głosów uzyskał więc Colonna, który jako jedyny z tej czwórki otrzymał głosy w każdej z nacji. Kardynał Adimari chciał wówczas rozpocząć ustnie akces i przenieść swój głos na Colonnę, jednak zażądano ponownego głosowania pisemnego. W tym powtórnym głosowaniu Colonna uzyskał większość 2/3 w każdej z pięciu nacji, a ponadto zagłosowało na niego 15 kardynałów, co oznaczało, że brakowało mu już tylko jednego głosu kardynalskiego. Wówczas kardynałowie de Foix i Fillastre, dotąd przeciwni Colonnie, w procedurze akcesu przenieśli swe głosy na niego, czyniąc go papieżem.
Oddone Colonna zaakceptował wybór i przyjął imię Marcin V, gdyż w dniu elekcji przypadało wspomnienie św. Marcina z Tours. 21 listopada w Konstancji odbyła się uroczysta inauguracja pontyfikatu, w czasie której kardynał biskup Ostii Jean de Brogny udzielił elektowi święceń kapłańskich i sakry biskupiej, a protodiakon Amadeo Saluzzo nałożył tiarę na jego głowę.
Wybór Marcina V faktycznie zakończył okres Wielkiej schizmy zachodniej. Na początku 1418 Benedykta XIII opuścili ostatni popierający go kardynałowie, posłuszeństwo wypowiedziało mu też królestwo Szkocji. Aż do śmierci w 1422 uważał się on jednak za prawowitego papieża, rezydując w Peniscola i zachowując nieliczne grono sympatyków w Aragonii i na południu Francji.